# Hotel California
Hotel California je studiové album, které koncem roku 1976 vydala americká rocková skupina Eagles. Toto album je prvním, které bylo nahráno bez jednoho ze zakladatelů skupiny, hráče na strunné nástroje Bernie Leadona, a prvním, na jehož nahrávaní se podílel Joe Walsh. Zároveň je to poslední album, které nahrával jejich původní baskytarista a zpěvák Randy Meisner.
Hotel California byl pátým albem skupiny, na kterém skupina Eagles nahrála originální materiál. Toto album se stalo z komerční stránky a i vzhledem na reakce kritiky jedním z nejúspěšnějších v historii skupiny. Od jeho vydání se jen v USA prodalo víc než 16 miliónů nosičů, v žebříčku nejprodávanějších alb se začátkem roku 1977 osmkrát dostalo na první pozici a je v žebříčku patnácti nejprodávanějších alb všech dob. Zároveň jsou na tomto albu dvě skladby, které se jako singly umístily v žebříčku Billboard Hot 100 na prvním místě. Jsou to písně „New Kid in Town“ (26. února 1977) a „Hotel California“ (7. května 1977).
V roce 2001 televize VH1 umístila album Hotel California na 38. místo seznamu 100 nejlepších alb všech dob. Ve stejném hodnocení dal britský televizní kanál Channel 4 toto album na 13. místo. Časopis Rolling Stone umístil album Hotel California na 37. pozici v seznamu 500 nejlepších alb všech dob.

## Seznam skladeb
1. „Hotel California“ (Felder, Henley, Frey) – 6:30
2. „New Kid in Town“ (J.D. Souther, Henley, Frey) – 5:04
3. „Life in the Fast Lane“ (Walsh, Henley, Frey) – 4:46
4. „Wasted Time“ (Henley, Frey) – 4:55
5. „Wasted Time (Reprise)“ (instrumental) (Henley, Frey, Jim Ed Norman) – 1:22
6. „Victim of Love“ (Felder, Souther, Henley, Frey) – 4:11
7. „Pretty Maids All in a Row“ (Walsh, Joe Vitale) – 4:05
8. „Try and Love Again“ (Meisner) – 5:10
9. „The Last Resort“ (Henley, Frey) – 7:25

## Sestava
- Don Felder – akustická kytara, slide guitar, elektrické kytary, pedal steel, zpěv
- Glenn Frey – kytary, syntezátor, klavír, klávesy, clavinet, zpěv
- Don Henley – bicí, perkuse, syntezátor, zpěv
- Randy Meisner – basová kytara, akustická kytara, guitarron, zpěv
- Joe Walsh – elektrická kytara, slide guitar, akustická kytara, lap steel guitar, klávesy, klavír, varhany, syntezátor, zpěv

### Výroba
- Bill Szymczyk – producent
- Allan Blazek, Bruce Hensal, Ed Marshal, Bill Szymczyk – technici
- Bill Szymczyk – mixy
- Jim Ed Norman – aranžmá smyčců
- Jim Ed Norman – dirigent
- Sid Sharp – koncert mistr
- Don Henley, John Kosh – umělecký vedoucí
- John Kosh – design
- David Alexander – fotografie
- Kosh – grafika
- Norman Seeff – design posteru
- Kevin Gray – příprava CD
- Ted Jensen – mastering a remastering

## Žebříčky

### Album
| rok  | žebříček       | umístění |
| ---- | -------------- | -------- |
| 1977 | Country Albums | 10       |
| 1977 | Billboard 200  | 1        |

### Singly
| rok  | singl                   | žebríček           | umístění |
| ---- | ----------------------- | ------------------ | -------- |
| 1977 | „New Kid in Town“       | Adult Contemporary | 2        |
| 1977 | „New Kid In Town“       | Country Singles    | 43       |
| 1977 | „New Kid In Town“       | Pop Singles        | 1        |
| 1977 | „Hotel California“      | Pop Singles        | 1        |
| 1977 | „Life In The Fast Lane“ | Pop Singles        | 11       |

## Ocenění

### CenyGrammy
| rok  | vítěz              | kategorie                   |
| ---- | ------------------ | --------------------------- |
| 1978 | „Hotel California“ | Record Of The Year          |
| 1977 | „New Kid in Town“  | Best Arrangement For Voices |

### Nominace na ceny Grammy
| rok  | nominace           | kategorie            |
| ---- | ------------------ | -------------------- |
| 1978 | „Hotel California“ | Song of the Year     |
| 1977 | Bill Szymczyk      | Producer of the Year |